# Kleinhelmsdorf
Kleinhelmsdorf is een plaats en voormalige gemeente in de Duitse deelstaat Saksen-Anhalt, en maakt deel uit van de Landkreis Burgenlandkreis.

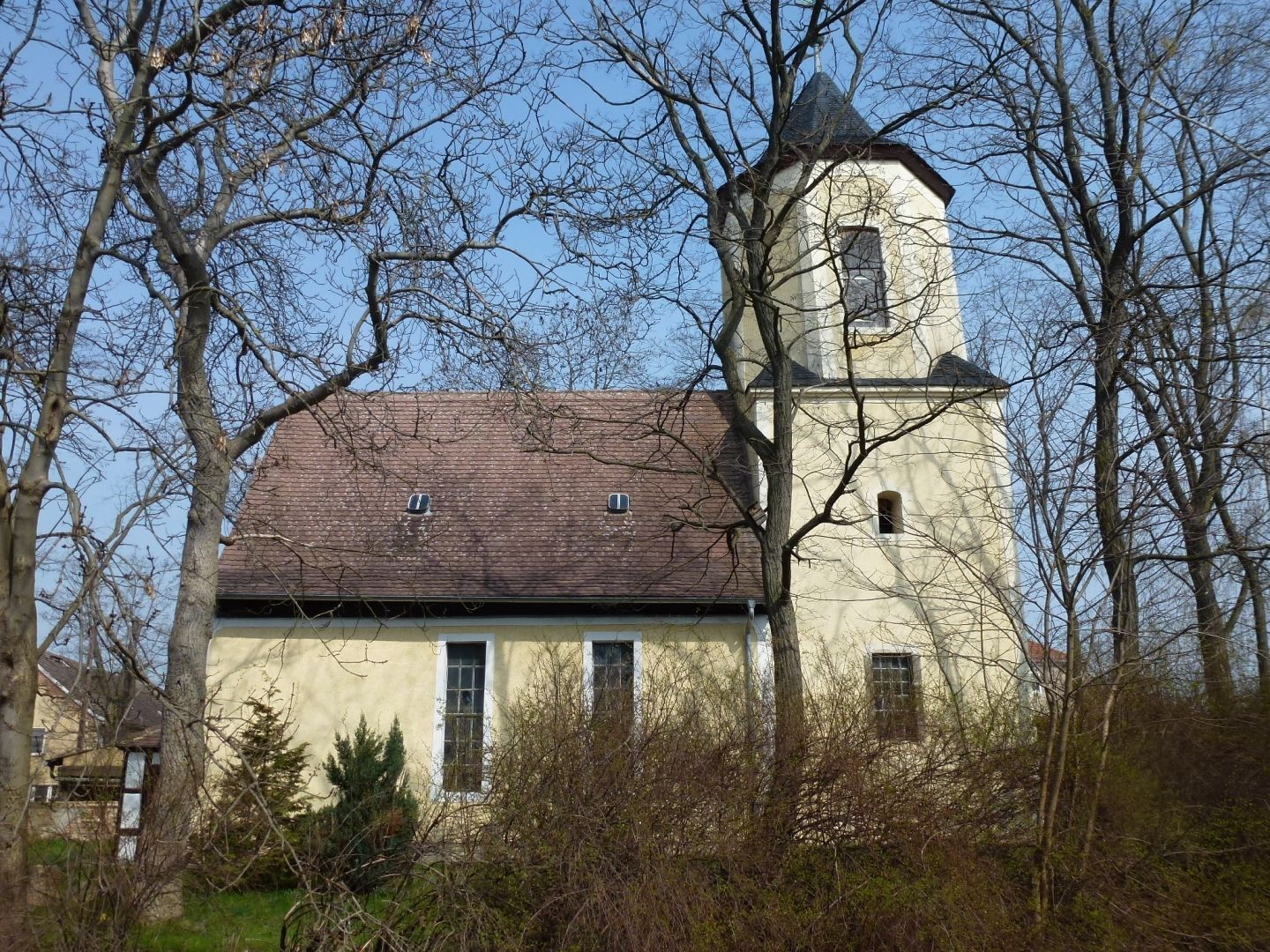
Kerk in Kleinhelmsdorf

Kleinhelmsdorf telt 314 inwoners.